# 선우재덕
선우재덕(鮮于載德, 1962년 7월 23일 ~ )은 대한민국의 배우이다.
1982년 영화 《사랑만들기》로 데뷔하였고, 1986년 KBS 특채 탤런트로 입문하였다. 2002년 스파게티 사업체 스게티를 운영하였으나 2019년 폐업하고 문화예술 사업체 스게티 선우엔터테인먼트를 운영하는 중이다. 2006년 서울디지털대학교 엔터테인먼트경영학부 겸임교수로 재직 중이다. 부친은 언론인 겸 소설가 선우휘와 사촌관계로 알려져 있다.

## 학력
- 1969년 ~ 1975년 : 서울성북초등학교
- 1975년 ~ 1978년 : 신일중학교
- 1978년 ~ 1981년 : 신일고등학교
- 1981년 ~ 1986년 : 서울예술전문대학 영화학과 전문학사
- 2003년 ~ 2005년 : 단국대학교 산업경영대학원 수료

## 경력
- 1986년 : 극단 서울앙상블 단원
- 1986년 : KBS 특채 탤런트
- 1996년 : 쟈칼 연예인 축구단 단원
- 2003년 ~ 2019년 : 스게티 대표이사
- 2005년 : 프렌즈 연예인 축구단 단원
- 2006년 ~ : 서울디지털대학교 엔터테인먼트경영학부 겸임교수
- 2009년 : SBS 방송아카데미예술원 이사장
- 2011년 : 광명시 홍보대사
- 2012년 : 한국콘서바토리 연기예술학과정 학과장
- 2013년 : 광명시 홍보대사
- 2014년 : 제6기 영상물등급위원회 위원
- 2017년 : 법무복지공사 홍보대사
- 2017년 : 세계 태권도 선수권 대회 홍보대사
- 2019년 ~ : 스게티 선우엔터테인먼트 대표이사

## 출연

### 드라마
- 1986년 : KBS1 6.25 전쟁 2부작 특집극 《백마고지》... 오규봉 역
- 1986년 : KBS1 한강종합개발 준공기념 특집드라마 《아리수별곡》
- 1987년 : KBS1 방송의 날 특집드라마 《어느 방송인》
- 1987년 : KBS1 미니시리즈 《노다지》 ... 송재덕 역
- 1987년 : KBS2 납량특집 기획드라마 《전설의 고향 - 에미》... 정병하 역
- 1987년 ~ 1989년 : KBS1 대하드라마 《토지》 ... 김한복 역
- 1988년 : KBS2 수목 미니시리즈 《황금의 탑》... 부창준 역
- 1988년 : KBS1 6.25 전쟁 특집 드라마 《역사를 찾아서》...박병우 역
- 1989년 : KBS1 6.25 전쟁 특집 드라마 《지리산》... 이봉태 역
- 1989년 : KBS1 신년 특집 드라마 《구리반지》
- 1989년 : KBS2 주말연속극 《사랑의 굴레》...황인욱 역
- 1989년 : KBS2 월화드라마 《바람과 구름과 비》...고종 역
- 1990년 : KBS2 수목 미니시리즈 《빙점》... 강현규 역
- 1990년 : KBS2 수목 미니시리즈 《지구인》 ... 이종세 역
- 1990년 : KBS2 어린이 드라마 《초록마을 초록학교》 ... 선생님 역
- 1991년 : KBS1 대하드라마 《왕도》 ... 정후겸 역
- 1991년 : KBS2 8부작 수목미니시리즈 《레테의 연가》
- 1991년 : KBS2 아침 일일연속극 《하늬바람》 ... 상운 역
- 1991년 : KBS2 단막극 《KBS 드라마게임 - 그리움을 향하여》 ... 해군소위 현정민 역
- 1991년 : SBS 일요 아침드라마 《목소리를 낮춰요》... 양진우 역
- 1992년 : KBS1 단막극 《KBS TV 문예극장 - 샤갈의 마을에 내리는 눈》 ... 박윤수 역
- 1992년 : KBS2 8부작 수목 미니시리즈 《백번 선본 여자》... 강석현 역
- 1992년 : KBS2 수목 미니시리즈 《검은 자화상》 ... 두성 역
- 1992년 : KBS2 수목 미니시리즈 《이별 없는 아침》
- 1993년 : KBS 2TV 월화드라마 《일월》... 박혁진 역
- 1994년 : KBS 2TV 일일연속극 《밥을 태우는 여자》
- 1994년 : KBS 2TV 일일연속극 《그대에게 가는 길》... 이건우 역
- 1995년 : KBS 2TV 신년특집 드라마 《해맞이에서 생긴 일》
- 1995년 : SBS 특별기획 《모래시계》 ... 윤재용의 비서 역
- 1995년 : MBC 아침드라마 《행복》 ... 최영민 역
- 1995년 : KBS 2TV 주간드라마 《개성시대》 ... 연수겸 역
- 1995년 : SBS 주말극장 《옥이 이모》 ... 김상구 역
- 1995년 : KBS 2TV 주말연속극 《목욕탕집 남자들》 ... 이대원 역
- 1996년 : MBC 주말연속극 《위험한 사랑》 ... 태식 역
- 1996년 : KBS 1TV TV소설 《하얀 민들레》
- 1996년 : SBS 일일드라마 《엄마의 깃발》... 정우현 역
- 1996년 : KBS 2TV 단막극 《KBS 드라마게임 - 겨울날의 동화》 ... 민섭 역
- 1997년 : MBC 아침드라마 《못 잊어》 ... 박찬영 역
- 1997년 : KBS 2TV 주말연속극 《아씨》 ... 긍재 역
- 1998년 : MBC 일일연속극 《보고 또 보고》 ... 상수 역
- 1998년 : MBC 주말연속극 《마음이 고와야지》... 지대성 역
- 1999년 : MBC 미니시리즈 《흐르는 것이 세월뿐이랴》 ... 태준 역
- 2000년 : MBC 미니시리즈 《진실》 ... 최준엽 비서 역
- 2000년 : SBS 창사 10주년 특별기획 드라마 《경찰특공대》 ... 최정학 역
- 2000년 : SBS 아침연속극《사랑과 이별》   ... 권진현 역
- 2001년 : SBS 아침연속극 《이별 없는 아침》 ... 권찬영 역
- 2001년 : MBC 일일연속극 《결혼의 법칙》 ... 김치국 역
- 2002년 : KBS 2TV 아침드라마 《골목 안 사람들》 ... 강현우 역
- 2002년 : KBS 2TV 단막극 《KBS 드라마시티 - 열정의 방식》 ... 명준 역
- 2002년 : SBS 드라마 스페셜 《나쁜 여자들》 ... 변장수 역
- 2002년 : KBS 2TV 아침드라마 《색소폰과 찹쌀떡》 ... 이선우 역
- 2002년 : MBC 기획 특집드라마 《순수청년 박종철》 ... 안상수 역
- 2002년 : MBC 주말연속극 《맹가네 전성시대》
- 2002년 : MBC 수목미니시리즈 《삼총사》 ... 이현우 역
- 2003년 : MBC 월화미니시리즈 《다모》 ... 숙종 역
- 2003년 : MBC 법정드라마 《실화극장 죄와 벌》 ... 검사 역
- 2003년 : KBS 2TV 단막극 《KBS 드라마시티 - 나의 아름다운 첫사랑》 ... 명남 역
- 2003년 : SBS 특별기획 《첫사랑》 ... 고동탁 역
- 2003년 : KBS 1TV 일일연속극 《백만송이 장미》 ... 박태호 역
- 2004년 : MBC 소설극장 《빙점》 ... 최태훈 역
- 2004년 : SBS 아침연속극 《청혼》 ... 장진우 역
- 2004년 : SBS 금요드라마 《아내의 반란》 ... 박민구 역
- 2005년 : SBS 특별기획 《그린 로즈》 ... 서 전무 역
- 2005년 : MBC 주말연속극 《사랑찬가》 ... 오영남 역
- 2005년 : SBS 아침연속극 《들꽃》 ... 정현준 역
- 2006년 : SBS 특별기획 《사랑과 야망》 ... 김성진 역
- 2006년 : SBS 추석특집극 《내 사랑 달자씨》 ... 지훈 역
- 2007년 : SBS 월화드라마 《강남엄마 따라잡기》 ... 이준호 역
- 2007년 : SBS 대하사극 《왕과 나》 ... 윤기견 역
- 2008년 : SBS 아침연속극 《물병자리》 ... 서영달 역
- 2008년 : KBS 1TV 단막극 《KBS TV 문학관 - 나의 피투성이 연인》 ... 주현 역
- 2008년 : 채널 CGV 미니시리즈 《리틀맘 스캔들》... 홍정호 역
- 2008년 : 채널 CGV 미니시리즈 《리틀맘 스캔들 2》 ... 홍정호 역
- 2009년 : KBS 2TV HD 수목드라마 《미워도 다시 한 번 2009》 ... 김유석 역
- 2009년 : SBS 주말극장 《사랑은 아무나 하나》 ... 류영하 역
- 2010년 : SBS 드라마 스페셜 《검사 프린세스》 ... 고만철 역(특별 출연)
- 2010년 : KBS 2TV 주말연속극 《결혼해주세요》 ... 송인표 역
- 2010년 : MBC 일일연속극 《폭풍의 연인》 ... 백우현 역
- 2011년 : MBC 일일연속극 《남자를 믿었네》 ... 문진헌 역
- 2011년 : MBC 수목미니시리즈 《넌 내게 반했어》 ... 이선기 역
- 2011년~2012년 : SBS 일일드라마 《내 딸 꽃님이》 ... 양수철 역 (특별 출연)
- 2011년 : JTBC 대하드라마 《인수대비》 ... 문종 역
- 2012년 : MBC 월화드라마 《해를 품은 달》 ... 허영재 역 (특별출연)
- 2012년 : KBS 2TV TV소설 《사랑아 사랑아》 ... 홍윤식 역
- 2012년 : SBS 드라마 스페셜 《아름다운 그대에게》 ... 강근욱 역
- 2012년 : MBC 특별기획 주말드라마 《메이퀸》 ... 윤학수 역
- 2012년 : MBC 창사 51주년 특별기획 드라마 《마의》 ... 인조 역
- 2013년 : SBS 주말극장 《원더풀 마마》 ... 이범서 역
- 2013년 : JTBC 일일드라마 《더 이상은 못 참아》 ... 황선호 역
- 2013년 : KBS 1TV 일일연속극 《사랑은 노래를 타고》 ... 박범진 역
- 2014년 : KBS 2TV 월화드라마 《내일도 칸타빌레》 ... 차유진의 외삼촌 역
- 2014년 : MBC 아침드라마 《폭풍의 여자》 ... 도준태 역
- 2014년 : KBS 드라마 수목드라마 《S.O.S 나를 구해줘》 ... 김지원 역
- 2015년 : MBC 수목미니시리즈 《맨도롱 또똣》 ... 이정주의 아버지 역
- 2015년 : SBS 일일드라마 《돌아온 황금복》 ... 김경수 역
- 2015년 : SBS 특별기획 《애인 있어요》 ... 독고지훈 역
- 2016년 : KBS 1TV 일일연속극 《별난 가족》 ... 설민석 역
- 2016년 : MBC 아침드라마 《언제나 봄날》 ... 주면식(강면식) 역
- 2017년 : TvN 토일드라마 《비밀의 숲》 ... 안승호 역
- 2017년 : KBS 2TV 금토드라마 《최강 배달꾼》 ... 이장진 역
- 2017년 : SBS 월화드라마 《사랑의 온도》 ... 이민재 역
- 2017년 : MBC 특별기획 주말드라마 《돈꽃》 ... 장성만 역
- 2018년 : KBS 2TV TV소설 《파도야 파도야》 ... 황창식 역
- 2019년 : KBS 2TV 월화드라마 《동네변호사 조들호 2: 죄와 벌》 ... 판사 역(특별 출연)
- 2019년 : KBS 1TV 일일연속극 《꽃길만 걸어요》 ... 황병래 역
- 2020년 : TvN 수목드라마 《구미호뎐》 ... 이무기 왕 역(특별 출연)
- 2020년 : KBS 2TV 월화드라마 《암행어사: 조선비밀수사단》 ... 휘영군 이안 역
- 2021년 : MBC 수목미니시리즈 《오! 주인님》 ... 한민준 역
- 2021년 : KBS 2TV 일일드라마 《빨강구두》 ... 권혁상 역(†)
- 2022년 : KBS 1TV 일일연속극 《으라차차 내 인생》... 강인규 역
- 2022년 : MBC 일일연속극 《마녀의 게임》 ... 주범석 역
- 2023년 : KBS 2TV 주말드라마《진짜가 나타났다!》...공찬식 역 (17회 ~ 50회)
- 2024년 : KBS 1TV 일일드라마 《수지맞은 우리》... 한진태 역
- 2024년 : KBS 2TV 월화 미니시리즈 《함부로 대해줘》... 신수근 역
- 2025년 : MBC 금토드라마 《모텔 캘리포니아》 ... 목원 역
- 2025년 : KBS 1TV 일일드라마 《대운을 잡아라》... 김대식 역

국외
- 2012년 : TV 도쿄 《사랑하는 메종》(일본)

### 영화
- 1983년 :《사랑만들기》
- 1986년 : 《기타리스트》
- 1988년 : 《당신은 안개꽃》 ... 승호 역
- 1992년 : 《사랑과 눈물》 ... 준태 역
- 1992년 : 《인생이 뭐 객관식 시험인가요》
- 2000년 : 《싸이렌》 ... 김형석 역
- 2003년 : 《최후의 만찬》 ... 메기 역
- 2009년 : 《유감스러운 도시》 ... 박종기 반장 역
- 2013년 : 《노브레싱》 ... 우상 부 역
- 2015년 : 《연평해전》 ... 젊은 윤두호 역

### 주간 드라마
- 1991년 : KBS2 주간 드라마 《TV 손자병법》 ... 우재용 역

### 연극
- 1986년 : 《헤가다 블러》
- 1986년 : 《아담을 사랑한 남자》
- 1986년 : 《성난 얼굴로 돌아보라》

### 뮤지컬
- 2013년 :《레베카》 ... 줄리앙 대령 역

### 콘서트
- 2019년 :《배우 선우재덕과 함께하는 바리톤 석상근 5월 가정의 달 콘서트 <MEMORY>》 ... MC

### 시사교양
- 1996년 : EBS 1TV 《TV 문화센터》 ... MC
- 1997년~1998년 : KBS 2TV 《긴급구조 119》 ... MC
- 1998년 : KBS 2TV 《체험 삶의 현장》
- 2002년 : KBS 2TV 《TV는 사랑을 싣고》 ... 게스트
- 2012년 : 채널A 《성공신화 시크릿》 ... MC
- 2012년 : KBS 2TV 《여유만만》 ... 게스트

### 뉴스
- 2011년 : YTN 《뉴스N이슈 이슈앤피플》 ... 게스트

### 예능
- 1991년 : KBS 2TV 《가족오락관》 ... 게스트
- 1995년 : KBS 2TV 《퍼즐특급열차》 ... 게스트
- 2007년~2008년 : 코미디TV 《선우재덕의 데미지》 ... MC
- 2009년 : KBS 2TV 《스타 골든벨》 ... 게스트
- 2009년 : KBS 2TV 《상상더하기》 ... 게스트
- 2010년 : KBS 2TV 《스타 골든벨 1학년 1반》 ... 게스트
- 2011년 : SBS 《강심장》(75회 5월 3일 / 76회 5월 10일) ... 게스트
- 2011년 : SBS 《도전 1000곡》
- 2012년 : KBS 2TV 《여유만만》 ... 게스트
- 2012년 : MBC 《황금어장 라디오스타》 ... 게스트
- 2012년 : MBC 《댄싱 위드 더 스타 2》 ... 참가자
- 2016년 : KBS 2TV 《노래싸움 - 승부》 ... 참가자
- 2017년 : KBS 2TV 《해피투게더 3》 ... 게스트
- 2017년 : TvN 《둥지탈출 시즌 2》
- 2017년 : KBS 2TV 《연예가중계》
- 2021년 : KBS 2TV 《박원숙의 같이 삽시다 3》 ... 게스트

### 광고
- 1988년 : 중외산업 레덱스 (feat 황덕재)
- 1989년 : 신풍제약 아파간에이 - 풍선 편
- 1990년 : 신풍제약 바로코민 - 바로 바로 편
- 1992년 : 신풍제약 바로코민 - 출근길 편
- 1992년 : 유한 사이나미드 - 마터나
- 1992년 : 오리온 후라보노껌 - 바람 편
- 1992년 : LG화학 - 럭키 후라민트 치약 (feat 김영인 (1971년))
- 2017년 ~ 2021년 : 더피플라이프

## 수상 및 후보
| 연도 | 시상식       | 부문                           | 작품                        | 결과 |
| ---- | ------------ | ------------------------------ | --------------------------- | ---- |
| 1992 | KBS 연기대상 | 남자 우수연기상                | 백번 선본 여자, 검은 자화상 | 후보 |
| 1993 | KBS 연기대상 | 남자 우수연기상                | 일월                        | 후보 |
| 2001 | SBS 연기대상 | 연속극부문 남자 연기상         | 이별 없는 아침              | 수상 |
| 2003 | KBS 연기대상 | 남자 조연상                    | 백만송이 장미               | 수상 |
| 2012 | KBS 연기대상 | 일일극부문 남자 우수연기상     | TV소설 - 사랑아 사랑아      | 후보 |
| 2017 | MBC 연기대상 | 연속극부문 남자 최우수연기상   | 언제나 봄날                 | 후보 |
| 2021 | KBS 연기대상 | 일일드라마부문 남자 우수연기상 | 빨강 구두                   | 후보 |